# Liste der Listen deutschsprachiger Bezeichnungen nicht deutschsprachiger Orte
Durch die Auswanderung der Menschen aus deutschsprachigen Gebieten in alle Welt sowie durch territoriale Verschiebungen entstanden im Laufe der Jahrhunderte zahlreiche deutschsprachige Ortsnamen in nicht deutschsprachigen Gebieten. Auch sind in älteren Büchern noch deutsche Ortsnamen in ehemaligen Kolonien mit deutschsprachiger Bevölkerung genannt, deren aktuellen Namen man über diese Liste erfahren kann. In dieser Liste sind sowohl Ortsgründungen als auch Stadtteilnamen und Ortsumbenennungen enthalten:

## Europa
- Liste deutscher Bezeichnungen belarussischer Orte
- Liste deutscher Bezeichnungen belgischer Orte
- Liste deutscher Bezeichnungen bessarabiendeutscher Orte
- Liste deutscher Bezeichnungen dänischer Orte
- Liste deutscher Bezeichnungen estnischer Orte
- Liste deutscher Bezeichnungen französischer Orte
- Liste deutscher Bezeichnungen griechischer Orte
- Liste deutscher Bezeichnungen italienischer Orte
- Liste deutscher Bezeichnungen kroatischer Orte
- Liste deutscher Bezeichnungen lettischer Orte
- Liste deutscher Bezeichnungen litauischer Orte
- Liste deutscher Bezeichnungen luxemburgischer Orte
- Liste deutscher Bezeichnungen niederländischer Orte
- Liste deutscher Bezeichnungen polnischer Orte
- Liste deutscher und ungarischer Bezeichnungen rumänischer Orte
- Liste deutscher Bezeichnungen russischer Orte
- Liste deutscher Bezeichnungen von Schweizer Orten
- Liste deutscher Bezeichnungen schwedischer Orte
- Liste deutscher Bezeichnungen serbischer und montenegrinischer Orte
- Liste deutscher Bezeichnungen slowakischer Orte
- Liste deutscher Namen für slowenische Orte
- Liste deutscher Bezeichnungen spanischer Orte
- Liste deutscher Bezeichnungen tschechischer Orte
- Liste deutscher Bezeichnungen ukrainischer Orte
- Liste deutscher Bezeichnungen ungarischer Orte
- Liste deutsch-französischer Ortsnamen im Elsass
- Liste deutsch-französischer Ortsnamen in Lothringen

## Übersee
- Liste deutscher Bezeichnungen australischer Orte
- Liste deutscher Bezeichnungen chinesischer Orte
- Liste deutscher Bezeichnungen koreanischer Orte
- Liste deutscher Bezeichnungen marshallischer Orte
- Liste deutscher Bezeichnungen nordamerikanischer Orte
- Liste deutscher Bezeichnungen papua-neuguineischer Orte
- Liste deutscher Bezeichnungen tansanischer Orte
- Liste deutscher Bezeichnungen venezolanischer Orte